# Communauté de communes du Bavaisis
Die Communauté de communes du Bavaisis war ein französischer Gemeindeverband im Département Nord. Die Institution bestand vom 29. Dezember 1993 bis zum 1. Januar 2014 und wurde dann von der Communauté de communes du Pays de Mormal abgelöst. Sie umfasste die folgenden Gemeinden:
- Amfroipret
- Audignies
- Bavay
- Bellignies
- Bermeries
- Bettrechies
- La Flamengrie
- Gussignies
- Hargnies
- Hon-Hergies
- Houdain-lez-Bavay
- La Longueville
- Mecquignies
- Obies
- Taisnières-sur-Hon